# Розлин Харбор (Њујорк)
Розлин Харбор (енгл. Roslyn Harbor) град је у америчкој савезној држави Њујорк.

## Демографија
По попису из 2010. године број становника је 1.051, што је 28 (2,7%) становника више него 2000. године.
| Група             | 2000.       | 2010.       |
| Белци             | 919 (89,8%) | 838 (79,7%) |
| Афроамериканци    | 13 (1,3%)   | 15 (1,4%)   |
| Азијати           | 51 (5,0%)   | 124 (11,8%) |
| Хиспаноамериканци | 34 (3,3%)   | 56 (5,3%)   |
| Укупно            | 1.023       | 1.051       |